# Phaius callosus
Phaius callosus là một loài thực vật có hoa trong họ Lan. Loài này được (Blume) Lindl. miêu tả khoa học đầu tiên năm 1831.